# Diocesi di Arena
La diocesi di Arena (in latino: Dioecesis Arenensis) è una sede soppressa e sede titolare della Chiesa cattolica.

## Storia
Arena, forse identificabile con Bou Saada nell'odierna Algeria, è un'antica sede episcopale della provincia romana della Mauritania Cesariense.
Di questa antica sede è noto un solo vescovo, Crescenziano, che partecipò per parte cattolica alla conferenza di Cartagine del 411, che vide riuniti assieme i vescovi cattolici e donatisti dell'Africa.
Dal 1933 Arena è annoverata tra le sedi vescovili titolari della Chiesa cattolica; dal 12 settembre 2024 il vescovo titolare è Stephan Lipke, S.I., vescovo ausiliare della Trasfigurazione a Novosibirsk.

## Cronotassi

### Vescovi residenti
- Crescenziano † (menzionato nel 411)

### Vescovi titolari
- Luís António de Almeida † (4 ottobre 1935 - 19 aprile 1941 deceduto)
- Joseph-Conrad Chaumont † (28 giugno 1941 - 8 ottobre 1966 deceduto)
- György Zemplén † (10 gennaio 1969 - 29 marzo 1973 deceduto)
- Roger-Émile Aubry, C.SS.R. † (14 giugno 1973 - 17 febbraio 2010 deceduto)
- Mário Antônio da Silva (9 giugno 2010 - 22 giugno 2016 nominato vescovo di Roraima)
- Louis Corriveau (25 ottobre 2016 - 21 maggio 2019 nominato vescovo di Joliette)
- Jorge Pierozan (24 luglio 2019 - 22 giugno 2024 nominato vescovo di Rio Grande)
- Stephan Lipke, S.I., dal 12 settembre 2024